# Principi d'Arquimedes
|  | Aquest article tracta sobre el principi físic. Vegeu-ne altres significats a «Arquimedes (desambiguació)». |

Exemple del principi d'Arquimedes

El principi d'Arquimedes, enunciat pel físic grec Arquimedes de Siracusa, és un dels principis més importants de la física i un dels fonamentals en estàtica de fluids. Postula el següent:
| Un cos insoluble totalment o parcialment submergit en un fluid (líquid o gas) en repòs rep una força de baix cap a dalt igual al pes del volum del fluid que desallotja. |

Aquesta força ascensional rep el nom d'empenyiment o empenyiment d'Arquimedes i, com qualsevol altra força, es mesura en newtons. L'equació del principi d'Arquimedes és la següent:

{\displaystyle E=\ mg=\ \rho _{f}gV}

On:
- E és l'empenyiment (en N)
- m és la massa del fluid desallotjat (en kg)
- g és l'acceleració de la gravetat terrestre (en m/s2)
- ρf és la densitat del fluid (en kg/m3)
- V és el volum de fluid desplaçat pel cos (en m³)

L'empenyiment depèn, doncs, de la densitat del fluid, del volum del cos i de la gravetat. La força resultant actua verticalment cap amunt i s'aplica al centre de gravetat del volum de fluid desplaçat: aquest punt s'anomena centre de carena. En la pràctica, el principi d'Arquimedes explica que tot allò que sura és perquè desallotja un pes de líquid superior al seu propi pes; així, l'empenyiment és superior al pes i l'objecte sura. Per exemple, cal molta força per a submergir una pilota a l'aigua, perquè desallotja molta aigua però en canvi pesa poc, ja que està plena d'aire. Si s'omple la pilota de sorra, el pes serà superior a l'empenyiment i la pilota s'enfonsarà.
El principi d'Arquimedes no té en compte la tensió superficial (capil·laritat) que actua sobre el cos.

## Història
L'anècdota més coneguda sobre Arquimedes explica com va inventar un mètode per determinar el volum d'un objecte amb una forma irregular. Segons Vitruvi, arquitecte de l'antiga Roma, s'havia fabricat una nova corona amb forma de corona triomfal per a Hieró II, governador de Siracusa, qui va demanar a Arquimedes que determinés si realment la corona estava feta d'or o si l'orfebre, de manera deshonesta, li havia afegit plata, menys valuosa. Arquimedes havia de resoldre el problema sense fer malbé la corona, així que no podia fondre-la i convertir-la en un cos regular per calcular-ne la densitat.
Mentre el matemàtic grec prenia un bany, va adonar-se que el nivell d'aigua de la seva banyera augmentava quan hi entrava, i va adonar-se que aquest efecte podria usar-se per determinar el volum de la corona. Com que la compressió de l'aigua seria menyspreable, la corona, en ser submergida, desplaçaria una quantitat d'aigua igual al seu propi volum. En dividir la massa de la corona pel volum d'aigua desplaçada s'obtindria la densitat de la corona, la qual seria menor si altres metalls més barats i menys densos que l'or li haguessin estat afegits fraudulentament. Després de tenir aquesta idea, Arquimedes va sortir corrent nu al carrer de tan emocionat que estava pel seu descobriment, cridant «eureka!» (en grec antic "εύρηκα", que significa "ho he trobat").
La història de la corona daurada no apareix explicada en els treballs coneguts d'Arquimedes, però al seu tractat Sobre els cossos flotants hi postula el principi d'hidroestàtica conegut com a principi d'Arquimedes.

## Demostració
Encara que el principi d'Arquimedes va ser introduït com un principi, realment pot considerar-se un teorema demostrable a partir de les equacions de Navier-Stokes per a un fluid en repòs mitjançant el teorema de Stokes (el principi d'Arquimedes també pot deduir-se matemàticament de les equacions d'Euler per a un fluid en repòs, que al seu torn poden deduir-se generalitzant les lleis de Newton a un medi continu). Partint de les equacions de Navier-Stokes per un fluid:

(1){\displaystyle \rho _{f}\left[{\frac {\partial \mathbf {v} }{\partial t}}+\mathbf {v} ({\boldsymbol {\nabla }}\cdot \mathbf {v} )\right]=\mu \Delta \mathbf {v} -{\boldsymbol {\nabla }}p+\rho _{f}\mathbf {g} }

La condició que el fluid incompresible que estigui en repòs implica prendre en l'equació anterior {\displaystyle \mathbf {v} =0}, la qual cosa permet arribar a la relació fonamental entre pressió del fluid, densitat del fluid i acceleració de la gravetat:

(2){\displaystyle 0=-{\boldsymbol {\nabla }}p+\rho _{f}\mathbf {g} }

A partir d'aquesta relació es pot reescriure fàcilment les forces sobre un cos submergit en termes del pes del fluid desallotjat pel cos. Quan se submergeix un sòlidK en un fluid, en cada punt de la seva superfície apareix una força per unitat de superfície {\displaystyle \scriptstyle \mathbf {f} } perpendicular a la superfície en aquest punt i proporcional a la pressió del fluid p en aquest punt. Si s'anomena {\displaystyle \scriptstyle \mathbf {n} =(n_{x},n_{y},n_{z})} al vector normal a la superfície del cos, es pot escriure la resultant de les forces {\displaystyle \scriptstyle \mathbf {f} =-p\mathbf {n} } senzillament mitjançant el teorema de Stokes de la divergència:

(3){\displaystyle {\begin{cases}F_{x}=\int _{S_{K}}f_{x}dS=\int _{S_{K}}-pn_{x}dS\\F_{y}=\int _{S_{K}}f_{y}dS=\int _{S_{K}}-pn_{y}dS\\F_{z}=\int _{S_{K}}f_{z}dS=\int _{S_{K}}-pn_{z}dS\end{cases}}\quad \Rightarrow {\begin{cases}F_{x}=\int _{V_{K}}{\cfrac {\partial (-pn_{x})}{\partial x}}dV\\F_{y}=\int _{V_{K}}{\cfrac {\partial (-pn_{y})}{\partial y}}dV\\F_{z}=\int _{V_{K}}{\cfrac {\partial (-pn_{z})}{\partial z}}dV\end{cases}}}

{\displaystyle \Rightarrow \qquad \mathbf {F} =\int _{\partial V_{K}}-p\mathbf {n} \cdot d\mathbf {S} =\int _{V_{K}}-{\boldsymbol {\nabla }}p\ dV=\int _{V_{K}}-\rho _{f}\mathbf {g} \ dV=-\rho _{f}\mathbf {g} \ V_{K}}

on l'última igualtat es dona només si el fluid és incompresible.

### Prisma recte
Per un prisma recte de base Ab i altura H,submergit en posició totalment vertical, la demostració anterior és elemental. Per la configuració del prisma dins del fluid, les pressions sobre l'àrea lateral només produeixen empentes horitzontals que, a més, s'anul·len entre si i no contribueixen a sustentar-lo. A les cares superior i inferior, com que tots els seus punts estan submergits a la mateixa profunditat, la pressió és constant i es pot usar la relació Força = Pressió x àrea, i tenint en compte la resultant sobre la cara superior i inferior es té

(4){\displaystyle E=p_{inf}A_{b}-p_{sup}A_{b}\;}

on {\displaystyle p_{inf}} és la pressió aplicada sobre la cara inferior del cos, {\displaystyle p_{sup}} és la pressió aplicada sobre la cara superior i A és l'àrea projectada del cos. Tenint en compte l'equació general de la hidroestàtica, que estableix que la pressió en un fluid en repòs augmenta proporcionalment amb la profunditat:

(5){\displaystyle p(z)=\rho _{f}gz\rightarrow E=p_{inf}A-p_{sup}A=\rho _{f}g(z_{inf}-z_{sup})A=\rho g(HA)}

Introduint en el darrer terme el volum del cos i multiplicant per la densitat del fluid ρf es pot veure que la força vertical ascendent FV és precisament el pes del fluid desallotjat.

(6){\displaystyle E=\rho _{f}gV_{des}\;}

L'empenta o força que exerceix un líquid sobre un cos, en forma vertical i ascendent, quan aquest es troba submergit, resulta ser també la diferència entre el pes que té el cos suspès en l'aire i el "pes" que té el mateix quan s'introdueix en un líquid. A aquest darrer se'l coneix com a pes aparent del cos, ja que el seu pes en el líquid disminueix "aparentment"; la força que exerceix la Terra sobre el cos roman constant, però el cos, al seu torn, rep una força cap amunt que disminueix la resultant vertical.

(7){\displaystyle E=P_{CA}-P_{CL}\;}

On {\displaystyle P_{CA}} és el pes del cos a l'aire i {\displaystyle P_{CL}} és el pes del cos submergit en el líquid.

## Una altra demostració
Suposem un cos de volum {\displaystyle V} sumergit en un fluid de densitat {\displaystyle \rho }, ara podem triar petits elements d'àrea {\displaystyle dA}, tals que tendeixin a ser un punt de la superfície del cos.
Sobre cada punt (element d'àrea) actua una pressió de valor {\displaystyle p_{i}=p_{0}+\rho gh_{i}} i una força {\displaystyle F_{i}} associada a ella, tal que {\displaystyle F_{i}=p_{i}dA=p_{0}dA+\rho gh_{i}dA}
Totes les forces que estan vorejant el cos a causa de la pressió a un mateix nivell {\displaystyle h_{i}} s'anul·len, quedant únicament forces en direcció cap avall i cap amunt.
Ara si prenem dos punts de la superfície del cos que estiguin connectats a través d'una vertical tenim una força respectiva cap avall {\displaystyle F_{avall_{i}}} i una altra cap amunt {\displaystyle F_{arriba_{i}}} i, per tant, una respectiva resultant {\displaystyle F_{n_{i}}=F_{amunt_{i}}-F_{avall_{i}}}
{\displaystyle F_{n_{i}}=p_{0}dA+\rho gh_{i2}dA-p_{0}dA-\rho gh_{i1}dA=\rho g(h_{i2}-h_{i1})dA}
On la part {\displaystyle (h_{i2}-h_{i1})dA} és un petit element de volum del cos, {\displaystyle dV_{i}}.
Per tant, {\displaystyle F_{n_{i}}} es pot reescriure com:
{\displaystyle F_{n_{i}}=\rho gdV_{i}}
Ara, l'empenta {\displaystyle E} ve a ser la força neta {\displaystyle F_{n}=\sum F_{n_{i}}}
{\displaystyle E=F_{n}=\sum \rho gdV_{i}=\rho g\sum dV_{i}}
On la suma de tots els petits elements de volum del cos, {\displaystyle \sum dV_{i}}, resulta ser el volum total del cos submergit, és a dir, {\displaystyle \sum dV_{i}=V}
Per tant, s'arriba a:
{\displaystyle E=\rho gV}
És a dir, l'empenta és proporcional al volum del líquid desplaçat pel cos, és a dir, proporcional al volum del cos submergit.
Sabent que {\displaystyle m_{liquid\,mogut}=\rho V}, reemplaçant s'obté:
{\displaystyle E=m_{liquid\,mogut}g}
És a dir, l'empenta és igual al pes del líquid desplaçat.
Amb això, queda demostrat el principi d'Arquimedes.

## Refinaments
El principi d'Arquimedes no té en compte la tensió superficial (capil·laritat) que actua sobre el cos. A més, s'ha descobert que el principi d'Arquimedes es trenca en complexos fluids. Els fluids complexos són barreges en què coexisteixen dues fases: sòlid-líquid (suspensions o solucions de macromolècules com polímers), sòlid-gas (granulars), líquid-gas (escumes) o líquid-líquid (emulsions).
Hi ha una excepció al principi d'Arquimedes coneguda com el cas inferior (o lateral). Això passa quan un costat de l'objecte està tocant el fons (o costat) del recipient on està submergit, i no es filtra líquid al llarg d'aquest costat. En aquest cas, s'ha comprovat que la força neta difereix del principi d'Arquimedes, ja que en no filtrar-se líquid per aquest costat, es trenca la simetria de la pressió.

## Relació amb el principi de flotació
El principi d´Arquimedes mostra la força de flotació i el desplaçament d'un fluid. Tot i això, el concepte del principi d'Arquimedes es pot aplicar en considerar per què suren els objectes. La proposició 5 del tractat d'Arquimedes Sobre els cossos flotants afirma que
| «                        | Tot objecte flotant desplaça el seu propi pes de fluid. | » |
| — Arquimedes de Siracusa |                                                         |   |

En altres paraules, per a un objecte que sura sobre una superfície líquida (com un vaixell) o que sura submergit en un fluid (com un submarí a l'aigua o un dirigible a l'aire) el pes del líquid desplaçat és igual al pes de l'objecte. Per tant, només en el cas especial de la flotació la força de flotació que actua sobre un objecte és igual al seu pes. Considerem un bloc de ferro massís d'1 tona. Com que el ferro és gairebé vuit vegades més dens que l'aigua, només desplaça 1/8 de tones d'aigua quan està submergit, cosa que no és suficient per mantenir-lo a la superfície. Suposem que el mateix bloc de ferro es transforma en un bol. Continua pesant 1 tona, però quan se submergeix en aigua, desplaça un volum d'aigua més gran que quan era un bloc. Com més profund se submergeix el bol de ferro, més aigua desplaça i més gran és la força de flotació que actua sobre ell. Quan la força de flotació és igual a 1 tona, ja no s'enfonsa.
Quan un vaixell desplaça un pes d'aigua igual al seu propi pes, flota. Això sol anomenar-se "principi de flotació": Un objecte flotant desplaça un pes de fluid igual al seu propi pes. Tot vaixell, submarí i dirigible ha d'estar dissenyat per desplaçar un pes de fluid almenys igual al mateix pes. El casc d'un vaixell de 10.000 tones ha de ser prou ample, llarg i profund per desplaçar 10.000 tones d'aigua i tenir encara una mica de casc per sobre de l'aigua per evitar que s'enfonsi. Necessita casc addicional per combatre les onades que, en cas contrari, l'omplirien i, en augmentar la massa, farien que se submergís. El mateix passa amb els vaixells a l'aire: un dirigible que malgrat que 100 tones necessita desplaçar 100 tones d'aire. Si desplaceu més, s'eleva; si desplaça menys, cau. Si el dirigible desplaça exactament el seu pes, sura a una altitud constant.
Encara que hi estan relacionats, el principi de flotació i el concepte que un objecte submergit desplaça un volum de fluid igual al seu volum no són el principi d'Arquimedes. El principi d'Arquimedes, com ja hem dit, equipara la força de flotació al pes del fluid desplaçat.
Un punt comú de confusió amb relació al principi d'Arquimedes és el significat de volum desplaçat. Les demostracions més comunes consisteixen a mesurar l'augment del nivell de l'aigua quan un objecte sura a la superfície per calcular l'aigua desplaçada. Aquest mètode de mesura falla amb un objecte flotant submergit perquè la pujada del nivell de l'aigua està directament relacionada amb el volum de l'objecte i no amb la massa (excepte si la densitat efectiva de l'objecte és exactament igual a la densitat del fluid).